# Barski gas
Barski gas (naziva se još i truli gas) se javlja u močvarama i drugim mestima.
Spada u prirodne gasove, zajedno sa rudničkim, odnosno jamskim gasom i zemnim, odnosno „prirodnim gasom”.
Po svom sastavu je skori čist metan. Suštinski se ne razlikuje od bio-gasa, osim što za razliku od njega nastaje spontano.